# Chapelle Saint-Clair de Banneville-sur-Ajon
Pour les articles homonymes, voir Chapelle Saint-Clair.
La chapelle Saint-Clair est une chapelle catholique du XIIIe siècle, située à Malherbe-sur-Ajon, dans le département français du Calvados, en région Normandie.

## Localisation
La chapelle est située dans le département français du Calvados, à 1 km au nord-est du bourg de Banneville-sur-Ajon, commune déléguée de la commune nouvelle de Malherbe-sur-Ajon.

## Historique et architecture
La chapelle a été bâtie dans la seconde moitié du XIIIe siècle. Les ruines de l'édifice ont été classées au titre des Monuments historiques le 26 décembre 1930. Depuis lors, la chapelle a été restaurée.

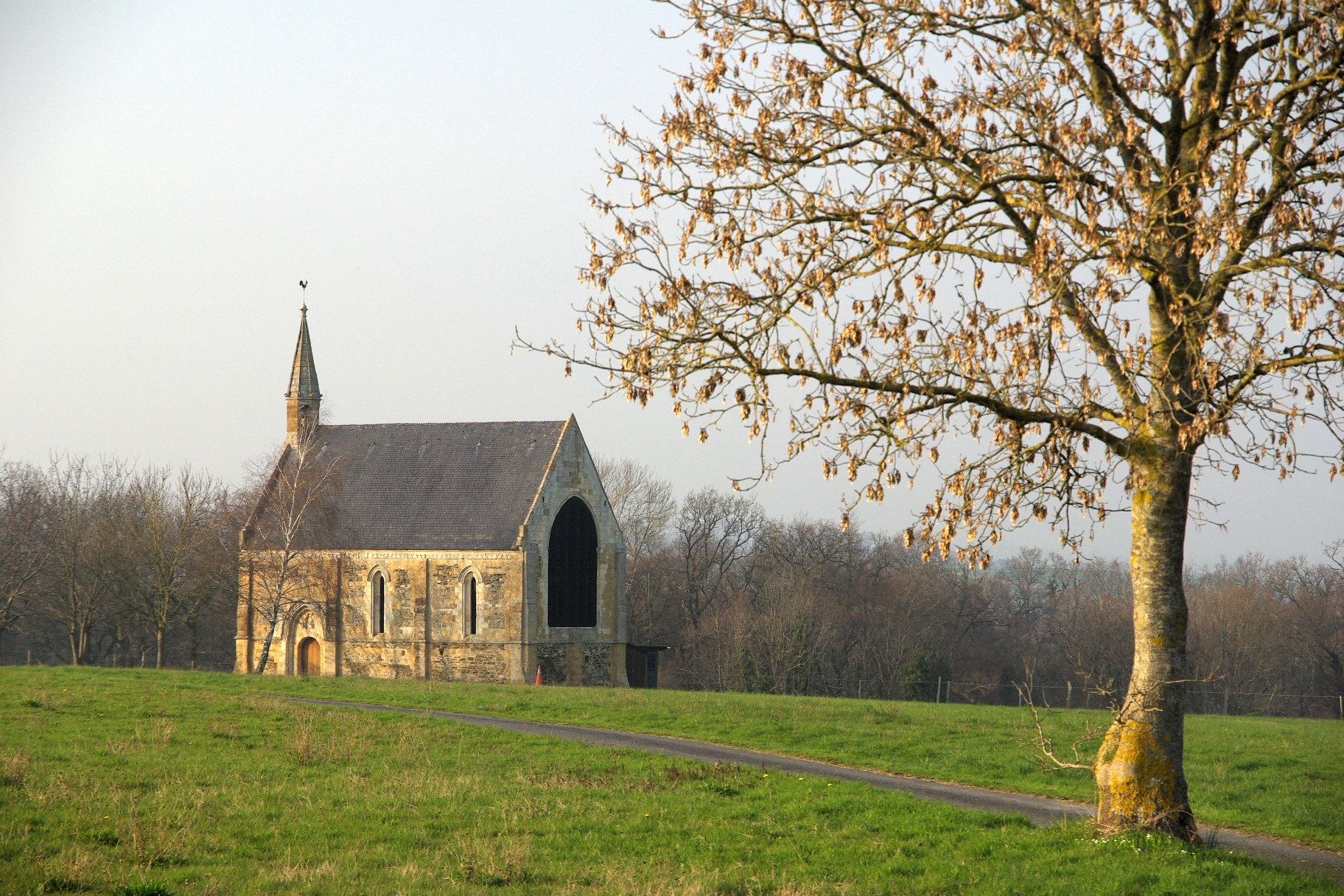
Le site.
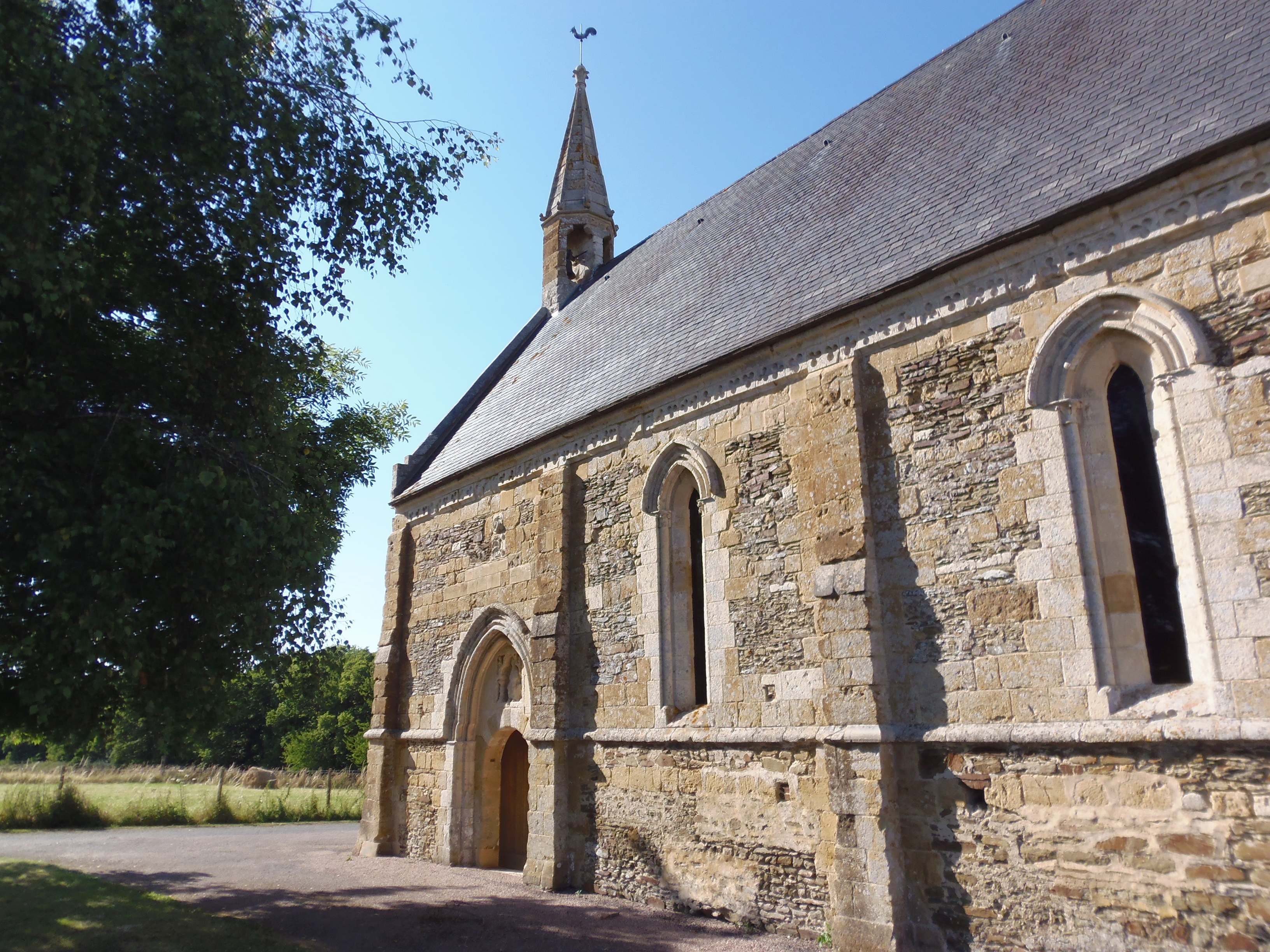
La façade méridionale.
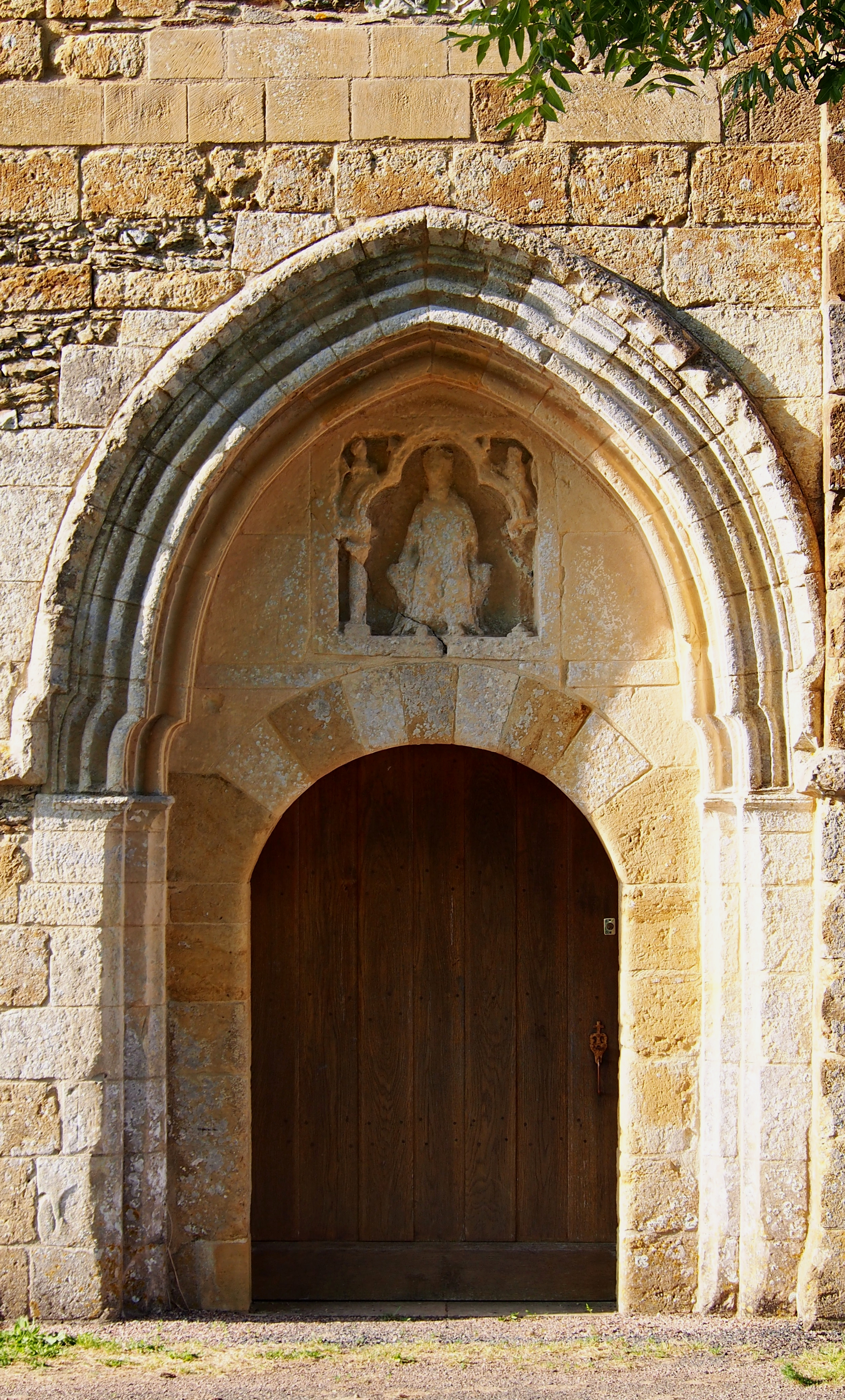
Le portail au bas-relief.